# Мадагаскарська кухня

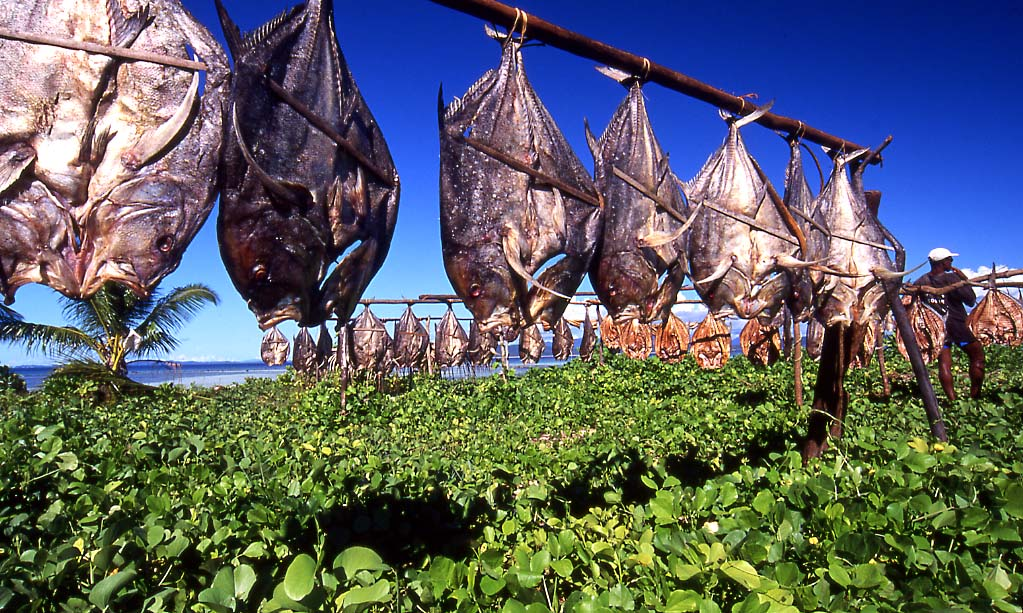

Мадагаскарська кухня - поєднує в собі безліч різноманітних кулінарних традицій острова Мадагаскар, розташованого в Індійському океані. Страви, які вживаються в їжу на Мадагаскарі, відображають вплив кулінарних традицій мігрантів з Південно-Східної Азії, Африки, Індії, Китаю та Європи, які селилися на острові в різний час з моменту початку його освоєння мореплавцями з Борнео в період між 100 і 500 роками н. е. Рис, що становив основу малагасійської дієти, культивувався згаданими першими переселенцями поряд з бульбами та іншими традиційними для Південної Азії культурами.
Раціон харчування доповнювався здобиччю дичини та полюванням на неї, що сприяло поступовому зникненню представників острівної мегафауни - як ссавців, так і птахів. Згодом до джерел живлення додалася яловичина у вигляді м'яса зебу, завезених на Мадагаскар східно-африканським мігрантами, які почали прибувати близько 1000 року н. е. Торгівля з арабськими та індійськими купцями і участь через посередництво європейських торговців в трансатлантичній торгівлі збагатила кулінарні традиції острова, несучи в них безліч нових фруктів, овочів та приправ.
Головною стравою сучасної мадагаскарської кухні на території майже всього острова є рис, що подається з будь-яким гарніром; на офіційному діалекті малагасійської мови рис іменується терміном vary (вар), гарнір - терміном laoka (лока). Лока представлена в безлічі варіантів і може бути рослинного або тваринного білкового походження, а також, як правило, включає в себе соус, приправлений такими інгредієнтами, як імбир, цибуля, часник, ваніль, сіль, каррі і, рідше, інші спеції або трави. У деяких посушливих областях півдня та заходу острова в раціоні скотарських сімей місце рису займають кукурудза, маніока або сир, що готується з ферментованого молока зебу. На всій території острова є велика різноманітність солоних та солодких оладок, а також різна вулична їжа й безліч видів фруктів, характерних для тропічного і помірного клімату. Місцеві напої представлені фруктовими соками, кавою, трав'яними чаями та звичайним чаєм, а з алкогольних поширені ром, вино та пиво.
Асортимент страв, які споживаються на Мадагаскарі до початку XXI століття, дає уявлення про багату історію цього острова і різноманітності народівб які нині населяють його. Малагасійська їжа варіюється від простих традиційних страв, що збереглися з часів перших переселенців, до вишуканих страв, що подавалися монархам королівства Імерина, що правили майже всім Мадагаскаром в XIX столітті. Хоча основою класичної місцевої кухні як і раніше залишається рис з гарніром, за останні 100 років французькими колонізаторами і мігрантами з Індії та Китаю були поширені багато інших продуктів харчування та їх поєднання. В результаті мадагаскарська кухня залишається традиційною, але разом з тим схильний культурний вплив нововведень ззовні.